# Gereón de Colonia
San Gereón de Colonia (en francés: Géréon), que pudo haber sido soldado, fue  martirizado en  Colonia por decapitación, probablemente a principios del siglo IV.

## Historia
Según el Martirologio Romano, "En Colonia, en Alemania, los santos Gereón y sus compañeros, mártires, que con sincera piedad, ofrecieron valerosamente sus cuellos a la espada." Ese breve esbozo es el relato oficial de la Iglesia, es decir, el martirio por decapitación, en la famosa ciudad alemana, de un grupo de cristianos encabezados por un tal Gereón. En realidad, nada más puede decirse de ellos con certeza histórica. 

## Leyenda
Según su leyenda, Gereón (llamado el "Santo de Oro") habría sido un soldado de la Legión Tebana.  Gregorio de Tours, escribiendo en el siglo VI, dijo que Gereón y sus compañeros eran un destacamento de cincuenta hombres de la Legión Tebana que fueron masacrados en Agaunum por orden de Emperador Maximiano por negarse a sacrificar a dioses paganos para obtener la victoria en la batalla.
Algunos de los nombres de sus compañeros son Cassius, Gregorius Maurus, Florentius, Innocentius (Inocencio), Constantinus y Victor.
 San Beda menciona que su fiesta estaba incluida en el calendario Sarum, así como en los calendarios de Barking y Durham. Las leyendas medievales posteriores aumentaron el número de compañeros de Gereón a 290 o 319, y se dice que Norberto de Xanten descubrió, mediante una visión, el lugar de Colonia donde yacían ocultas las reliquias de Úrsula y sus compañeras, de Gereón y de otros mártires.
Gereón se convirtió en un santo militar popular y a menudo se le representa en el arte como soldado romano o caballero medieval. Junto con otros santos decapitados, es invocado por quienes padecen migraña. El Martyrium de Hélinand de Froidmont menciona a San Gereón.

## Legado
La Basílica de San Gereón, en Colonia, está dedicada a él. Stefan Lochner pintó en el siglo XV un tríptico que, en la pieza central, muestra en figuras casi de tamaño natural la adoración de los Reyes Magos, y cuyos paneles laterales representan a Úrsula con sus compañeras, y a Gereón con sus guerreros. En 1810, el tríptico se trasladó del ayuntamiento a la capilla del coro de la catedral.
Saint-Géréon es una pequeña ciudad situada en el departamento de Loira-Atlántico de la región francesa Pays de la Loire.
El mártir está representado en el sello del siglo XIII del Convento de San Gereón, Colonia.

## Galería

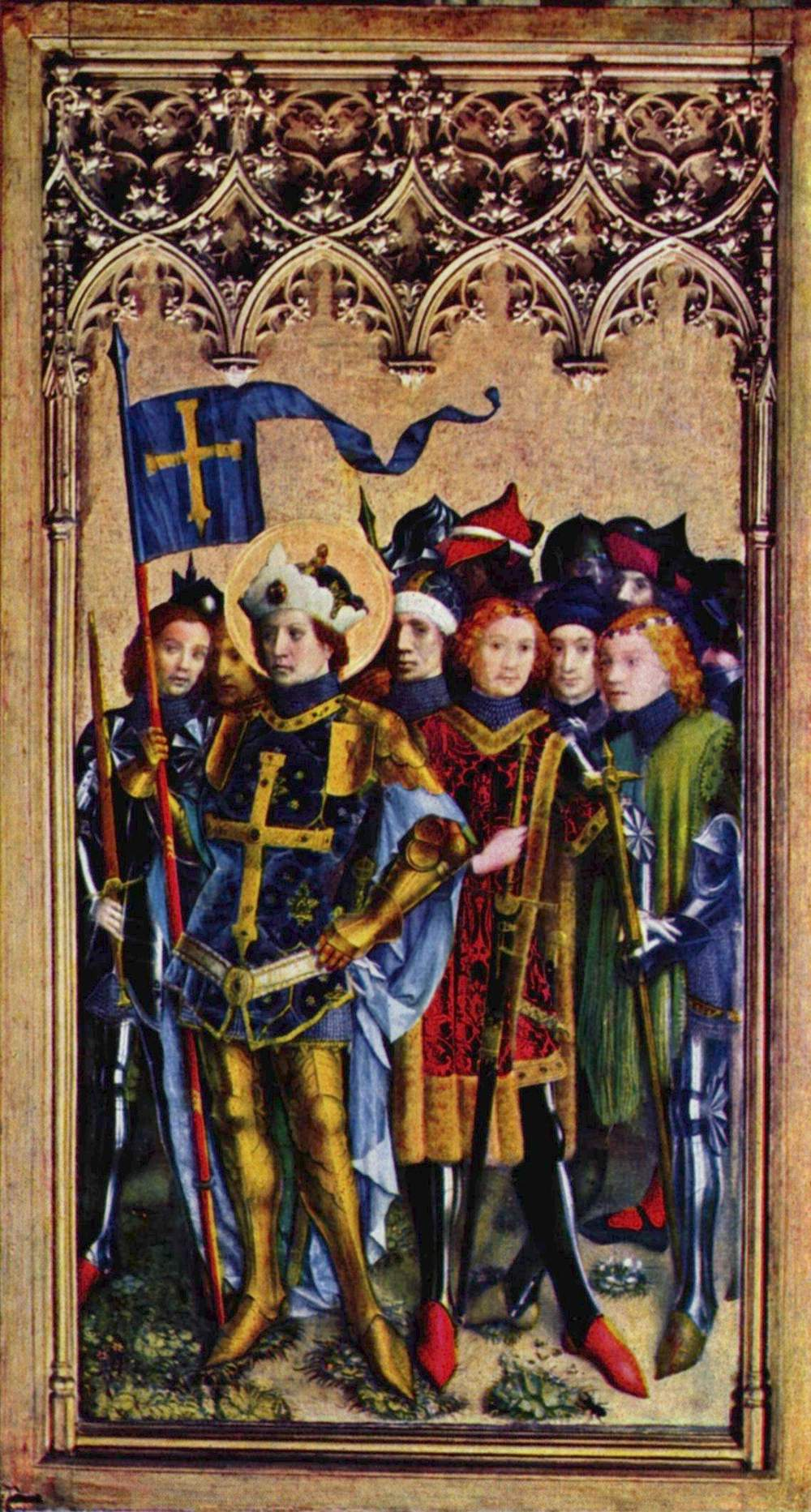
San Gereon con sus compañeros
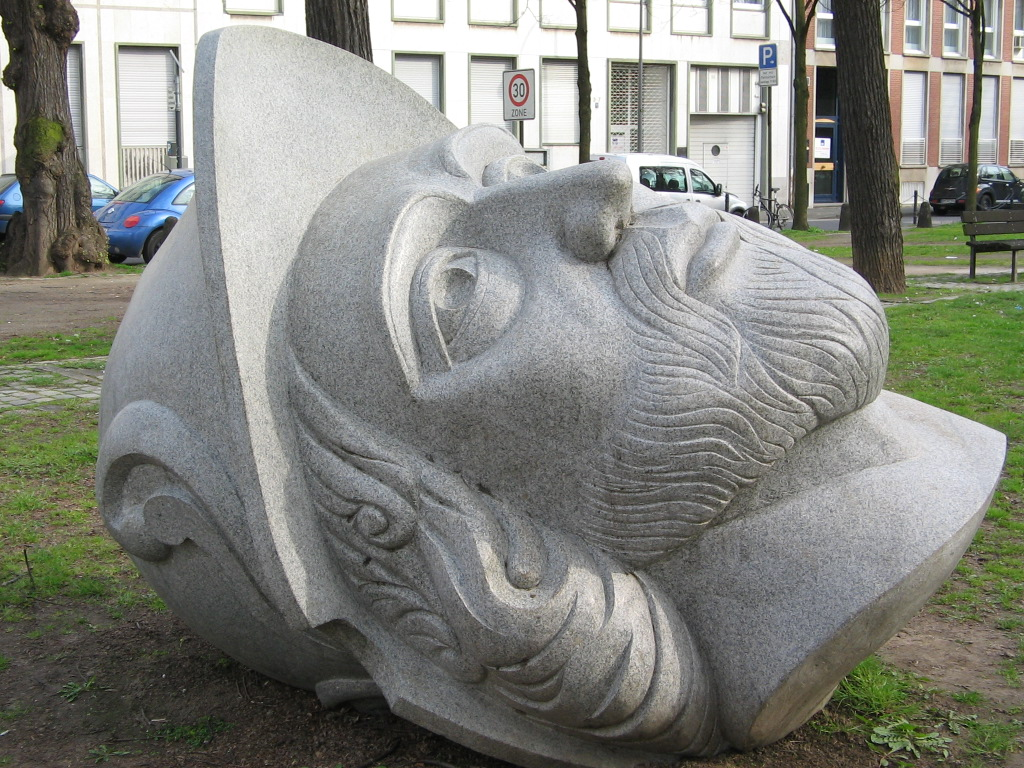
Estatua de la cabeza de San Gereón, en el exterior de la Basílica de San Gereón